# ویرجینیای غربی

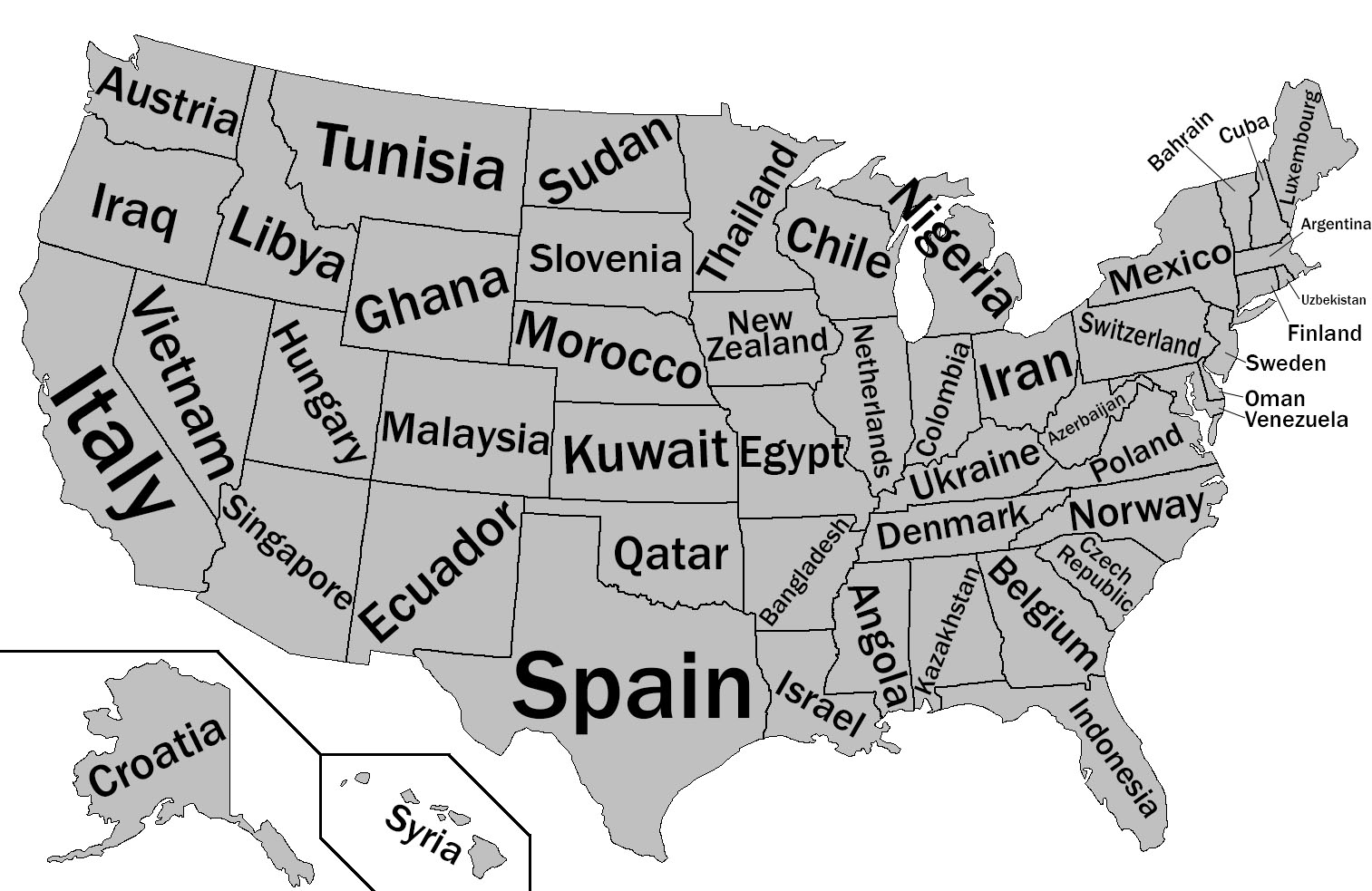
مقایسهٔ تولید ناخالص داخلی ایالت‌های آمریکا با کشورهای دیگر در سال ۲۰۱۲. ایالت ویرجینیای غربی در این سال تولید ناخالصی اش قابل مقایسه با کشور آذربایجان بوده است.

ویرجینیای غربی (به انگلیسی: West Virginia) ایالتی است در شرق آمریکا و یکی از ایالت‌های جنوبی و میانه ساحل اقیانوس اطلس به‌شمار می‌رود. پایتخت و شهر مهم آن چارلستون است. پل نیو ریور گرج در این ایالت قرار دارد.

## اقتصاد
در سال ۲۰۱۲، این ایالت تولید ناخالص داخلی برابر با ۶۵٬۷۶۵ میلیارد دلار داشت، که قابل مقایسه با تولید ناخالص داخلی کشور آذربایجان (۶۷٬۱۹۸ میلیارد دلار) بود.

## دولت و سیاست

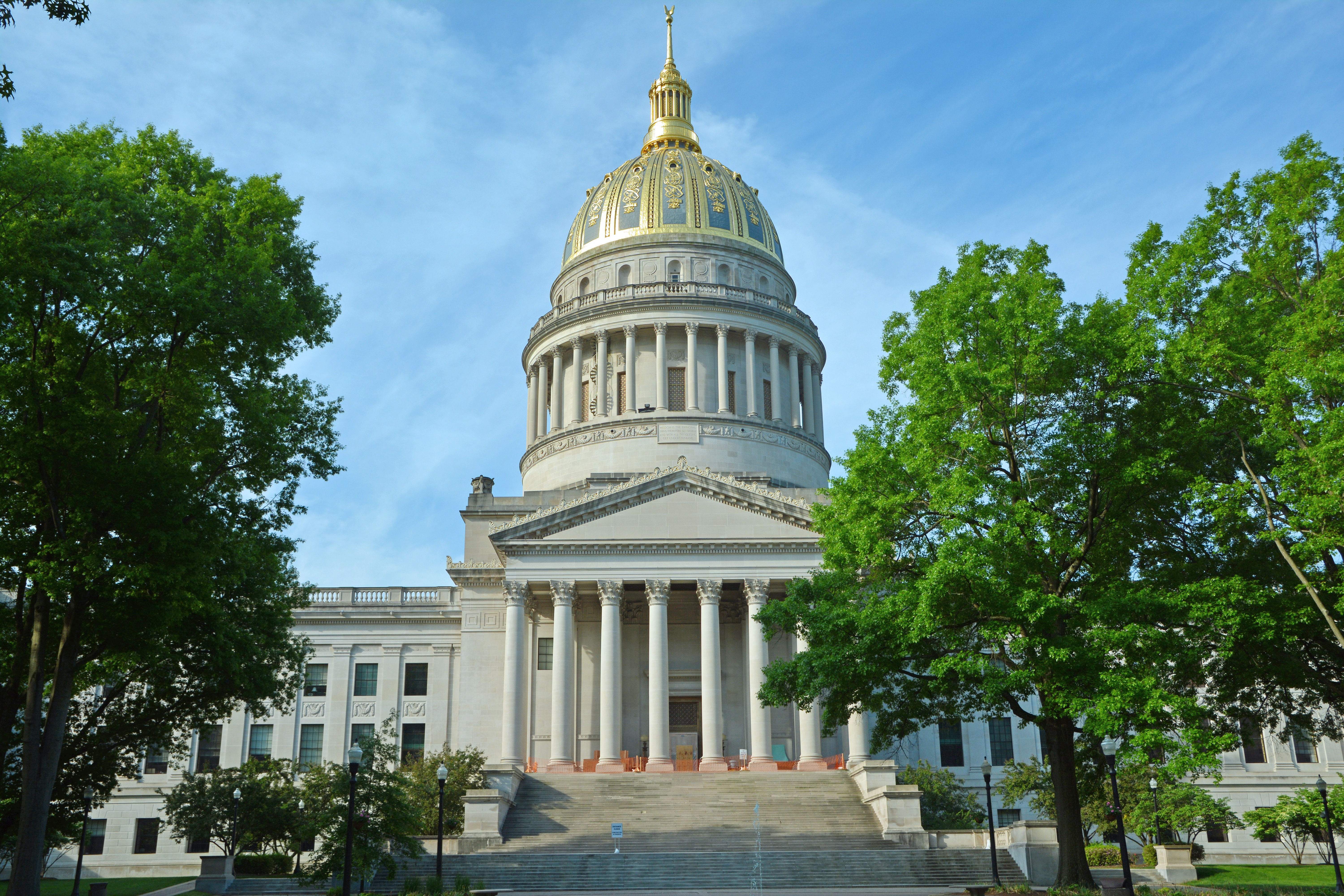
کاخ ایالتی ویرجینیای غربی، واقع در چارلستون، ویرجینیای غربی، ایالات متحده آمریکا. این تصویر مربوط به مکان یا ساختمانی است که در فهرست ملی اماکن تاریخی ایالات متحده آمریکا به ثبت رسیده است. شماره ثبت آن ۷۴۰۰۲۰۰۹ می‌باشد.

ویرجینیای غربی در سطح ایالتی وسیعاً در سیطرهٔ حزب دمکرات است که فرمانداری، هر دو کرسی سنا و هر دو مجلس قانونگذاری را در اختیار دارند. این میراثی از سنت بسیار قوی عضویت در اتحادیه‌های صنفی در این ایالت است. به هر روی، از ۲۰۰۰ جمهوریخواهان در انتخابات‌های ملی خوب ظاهر شده‌اند. آنان در حال حاضر دو کرسی از سه کرسی این ایالت در مجلس نمایندگان را در اختیار دارند.
ویرجینیایی‌های غربی از سال ۲۰۰۰، در همهٔ انتخابات‌های ریاست جمهوری از نامزدهای جمهوریخواه پشتیبانی کرده‌اند. در سال ۲۰۱۲ میت رامنی با کسب ۶۲٪ آرا باراک اوباما را که ۳۵٪ آرا را کسب کرد، شکست داد. پیش از ۲۰۰۰، ویرجینیای غربی در سطح ملی دژ مستحکمی برای دمکرات‌ها شناخته می‌شد.
مسیحیان انجیلی ۵۲ درصد از رای‌دهندگان ایالت را در ۲۰۰۸ تشکیل می‌دادند. نظرسنجی ای در ۲۰۰۵ نشان داد ۵۳ درصد رای‌دهندگان حامی حیات، هستند که در سطح ملی هفتمین ایالت است.

## مراکز علمی

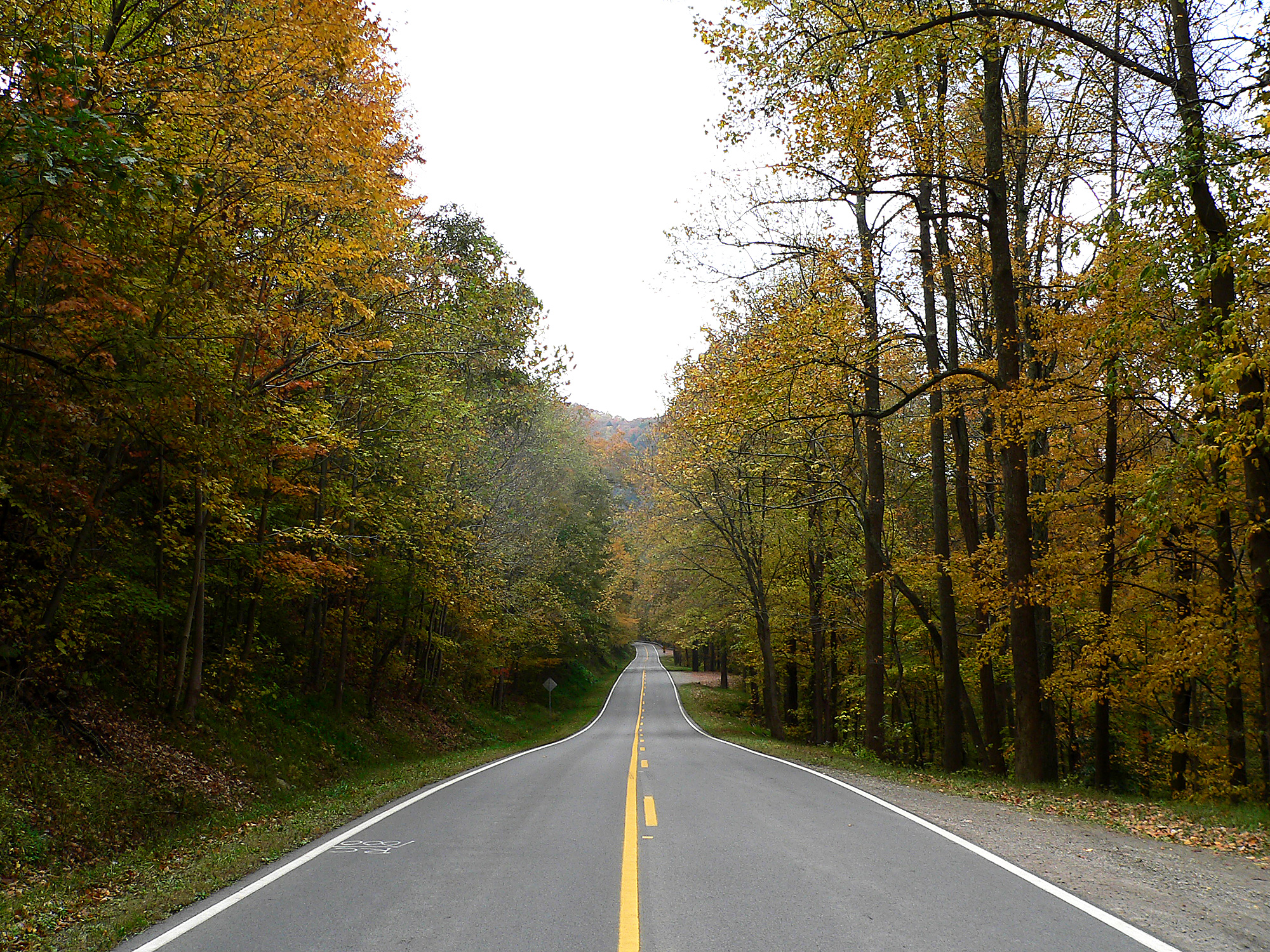

- دانشگاه ویرجینیای غربی
- رادیو تلسکوپ گرین بنک

## مشاهیر
از افراد مشهور این سرزمین می‌توان سایروس ونس (در سازمان ملل) را نام برد.

## وبگاه به خارج
- پارک ملی نیو ریور گورج
- اتحادیه تجاری ناحیه چارلستون